# Front Democràtic Unit del Sudan del Sud
El Front Democràtic Unit del Sudan del Sud/United Democratic Front és un partit polític del Sudan del Sud dirigit per Peter Abdul Rahaman Sule, graduat a la universitat de Khartum. Sule, d'ètnia bari, fou un antic dirigent del Partit Liberal Sudista i va estar a l'exili fins al 1973. El 1989 va fundar el Front d'Alliberament Imatong (Imatong Liberation Front) a Equatoria que el 1992 es va unir al SPLA facció de Nasir i va passar després al SPLM/SPLA-United, que l'abril del 1997 fou un dels signant de l'acord de pau de Khartum. Aviat es van distanciar de Riek Machar i van reclamar la independència del Sudan del Sud. El 2003 Sule era l'únic representant del sud a l'Assemblea Nacional de Khartum (elegit com independent) i aquell any va fundar el Front Democràtic Unit, en autoritzar el govern la formació de partits. El 2004 va demanar la intervenció de tropes de la Unió Africana al Darfur. El 2005 va donar suport a l'Acord de Pau Complet.
Al final de la segona guerra civil sudanesa el UDF va obtenir quatre escons a l'Assemblea del Sudan del Sud i un dels escons reservats a l'Assemblea Nacional, i més tard Sule fou nomenat ministre de Cooperatives i Desenvolupament Rural en el govern autònom del Sudan del Sud. El 2009 el secretari general Santino Lako, es va declarar clarament pel "si" al referèndum. El 3 de novembre de 2011 Sule fou arrestat quan preparava un aixecament contra el govern a Equatoria Occidental junt amb un militar i alguns soldats. El partit va anunciar que seguiria tot i aquesta detenció que havia estat un afer personal de Sule i no cosa del partit. El secretari general David William Tut va cridar a regenerar el partit.